# Sylvain Hoyer
Sylvain Hoyer es un deportista francés que compitió en piragüismo en la modalidad de aguas tranquilas. Ganó cuatro medallas en el Campeonato Mundial de Piragüismo entre los años 1993 y 1999.

## Palmarés internacional
| Campeonato Mundial | Campeonato Mundial        | Campeonato Mundial | Campeonato Mundial |
| Año                | Lugar                     | Medalla            | Competición        |
| ------------------ | ------------------------- | ------------------ | ------------------ |
| 1993               | Copenhague (Dinamarca)    | Medalla de plata   | C2 1000 m          |
| 1994               | Ciudad de México (México) | Medalla de bronce  | C2 200 m           |
| 1995               | Duisburgo (Alemania)      | Medalla de bronce  | C4 200 m           |
| 1999               | Milán (Italia)            | Medalla de bronce  | C4 500 m           |